# 室積徂春
室積徂春（日语：／ Murozumi Soshun，1886年12月17日—1956年12月4日）是一名日本俳人，出生於滋賀縣。別號有碌碌子、平明居主人、碌二道人等。原姓增永，本名尚。  

## 生平
1886年，增永尚出生於滋賀縣大津市。13歲開始創作俳句，師從正岡子規，並向岡野知十學習。後來進入早稻田大學就讀，但突然決定投身戲劇，因而中途退學。他加入新派劇團，成為喜多村綠郎的劇團成員，並以藝名「大木綠二」活動，然而不久後便退出劇團。  
在巡演至愛媛縣宇和島市時，他決定放棄演員生涯，於1913年進入南予時事新聞社（現為愛媛新聞社）工作。次年，他入贅室積家，因而改姓室積。  
正岡子規逝世後，他成為高濱虛子的弟子，活躍於《杜鵑雜誌》，並因獲得虛子的讚賞而成為杜鵑派的重要俳人之一。1914年，他與同為俳人的妻子室積波那女一同返回東京，參與佐藤紅綠的俳句雜誌編輯工作。  
1927年，他創立了自己的俳句結社，培育了見學玄、藤田旭山、西山東溪等俳人。1956年，室積徂春逝世，享年69歲。北海道士別市的不動公園內立有他的俳句紀念碑。

## 著作
- （1935年，ゆく春發行所）
- 《北斗》（1937年，ゆく春發行所）
- 《旭山第一句集》（1938年，ゆく春發行所）
- 《定本・室積徂春句集》（1968年，俳句研究社）

## 外部連結
- ゆく春俳句会 （页面存档备份，存于）